# Juan Cabrera (futbolista)
Juan Domingo Patricio Cabrera (Ciudad de Salta, 18 de junio de 1952 — 3 de septiembre de 2007) fue un jugador argentino de fútbol que se desempeñó como mediocampista.

## Carrera
Se destacó en Talleres de Córdoba, al que llegó en 1976.
El 20 de octubre de ese año, Talleres enfrentó como visitante a la Asociación Atlética Argentinos Juniors y en el equipo local debutó Diego Armando Maradona. Cuando Maradona tomó la pelota Cabrera fue el primero en marcarlo, pero no pudo pararlo; recibió un caño que El pibe de oro le tiró para hacer un autopase. Esto posteriormente le permitió pasar a la historia y ser reconocido en todas las biografías de Maradona.

### Clubes
| Club                    | País      | Año         |
| ----------------------- | --------- | ----------- |
| Club de Gimnasia y Tiro | Argentina | 1970 - 1976 |
| Talleres de Córdoba     | Argentina | 1976 - 1979 |
| FC Girondins de Burdeos | Francia   | 1979 - 1980 |
| San Lorenzo             | Argentina | 1980 - 1981 |
| Vélez Sarsfield         | Argentina | 1981 - 1983 |
| Club Atlético Racing    | Argentina | 1983 - 1984 |
| Talleres de Córdoba     | Argentina | 1985        |

## Selección nacional
En marzo de 1979 fue convocado a la selección argentina. Se realizaría una gira por Europa y en esa ocasión, el seleccionador César Luis Menotti convocó a cinco jugadores de Talleres; incluido Cabrera.

## Palmarés
- Campeón de la Liga cordobesa de fútbol de 1976, 1977, 1978 y 1979.

### Títulos nacionales
| Equipo   | País      | Título         | Año  |
| -------- | --------- | -------------- | ---- |
| Talleres | Argentina | Copa Hermandad | 1977 |